# Du goudron et des plumes (film, 1965)
Pour les articles homonymes, voir Du goudron et des plumes.
Pour plus de détails, voir Fiche technique et Distribution.
Du goudron et des plumes (Tired and Feathered) est un film américain d'animation Looney Tunes de 6 minutes et mettant en scène Bip Bip et Vil Coyote réalisé par Rudy Larriva en 1965.

## Fiche technique
- Réalisateurs : Rudy Larriva
- Producteur : David H. DePatie et Friz Freleng
- Compositeur : William Lava